# Ephemeroporus poppei
Ephemeroporus poppei är en kräftdjursart som först beskrevs av Richard 1897.  Ephemeroporus poppei ingår i släktet Ephemeroporus och familjen Chydoridae. Inga underarter finns listade i Catalogue of Life.